# Spirulina (prehransko dopolnilo)
Spirulina je tržno ime za prehransko dopolnilo iz alg rodu Spirulina, predvsem vrst Spirulina platensis in Spirulina maksima (nekateri ju uvrščajo tudi v rod Arthrospira). Na tržišču je v obliki tablet, kapsul, praška, ponekod je tudi dodano hrani.

## Sestava

### Beljakovine
Vsebnost beljakovin je okoli 65%, pri čemer vsebuje vse esencialne beljakovine. 

### Maščobe
S pomočjo kapilarne kolonsko-plinske kromatografije so dokazali, da spirulina vsebuje nenavadno visoke količine gama-linolenske kisline, ki je esencialna polinenasičena maščobna kislina.

### Vitamini
Spirulina vsebuje sledeče vitamine:
- Vitamin B(12) in ostali vitamini iz skupine B
- vitamin A
- vitamin E

Z raziskavo na podganah so proučevali vrednosti beta karotena in vitamina A. Pri prvem eksperimentu so nekaterim podganam dajali sintetični vitamin A (kontrola), druge pa so dobivale spirulino. Ugotovili so, da je bila koncentracija v jetrih signifikantno večja pri podganah, ki so dobivale spirulino. Pri drugem eksperimentu pa so ugotovili, da je absorpcija beta karotena pri 550 in 1100 mikrogramih manjša pri podganah, ki so prejemale spirulino kot pri tistih, ki so dobivale sintetični beta karoten. Razlika pa postane nesignifikantna pri odmerku 275 mikrogramov. Dobljene vrednosti vitamina A niso pokazale odvisnosti od odmerka, so pa bile v jetrih in plazmi veliko večje od pričakovanih, kar kaže na to, da bi bila spirulina lahko vir vitamina A.
Z raziskavami so potrdili, da spirulina vsebuje majhne količine vitamina B(12) v aktivni obliki.
So pa nekatere raziskave pokazale, da je vprašljiva njegova biorazpoložljivost.

### Minerali
S pomočjo X-žarkovne fluorescenčne analize so dokazali, da spirulina vsebuje veliko mikroelementov, ki jih telo potrebuje. Vsebuje železo, kalcij, kalij, cink, magnezij, natrij, mangan, selen, krom, jod in druge minerale v sledeh. Dokazali so tudi, da se razlikuje sestava alg, gojenih na različnih področjih. Vsebujejo isti spekter elementov, vendar se vsebnost le teh razlikuje. 

### Fotosintetski pigmenti
Spirulina vsebuje sledeče fotosintetski pigmente:
- Karotenoidi
- klorofil
- fikocianin
- alofikocianin
- beta karoten

## Delovanje
In vitro in vivo je bilo dokazano, da spirulina ima farmakološko aktivnost.
Učinki, ki jih proučujejo, so vpliv spiruline na imunski sistem, povečanje aktivnosti makrofagov, stimulacija produkcije protiteles in citokinov ter aktivacija in mobilizacija T in B celic. Poleg tega proučujejo učinke proti nekaterim virusom, npr. herpes virusu, citomegalovirusu, influenza virusu in virusu HIV, na alergije, anemijo, raka, kardiovaskularne bolezni, hiperglikemijo, hiperlipidemijo ter oslabljen imunski sistem.

### Antioksidativno delovanje
V ekstraktih so dokazali karotenoide, fenolne spojine in razgradne produkte klorofila, fikocianin in alofikocianin. V raziskavi so dokazali, da je najpomembnejši antioksidant fikocianin. V različnih frakcijah so proučevali antioksidativni učinek, pri čemer je večja vsebnost fikocianina pomenila večjo antioksidativno učinkovitost.

### Antihiperlipemični učinek in antihipertenzivni učinek
Učinek so proučevali pri 36 preiskovancih (16 moških in 20 žensk, starih od 18-65 let), ki so šest tednov prejemali 4,5 g spiruline peroralno na dan. Namen raziskave je bil ovrednostiti učinek spiruline na serumske lipide, glukozo, aminotransferaze in krvni tlak. Preiskovanci med jemanjen spiruline niso spreminjali prehrane ali načina življenja. Rezultati so pokazali, da ni signifikantne razlike v vrednostih glukoze in aspartat aminotransferaz, pokazale pa so se signifikantne razlike v vrednostih triacilglicerola, celokupnega holesterola in HDL holesterola, pa tudi spremembe v krvnem tlaku. Zaključki raziskave so bili, da ima spirulina hipolipemični učinek, predvsem na triacilglicerol in LDL holesterol, neposredno pa tudi na celokupni holesterol in HDL holesterol. Poleg tega zniža sistolični in diastolični tlak.
Učinek spiruline so proučevali pri bolnikih s sladkorno boleznijo tipa II. Raziskavo so izvedli na 25 bolnikih. Dva meseca so jemali 2 g spiruline na dan. Ugotovili so znižane koncentracije glukoze na tešče in po obedu ter znižane koncentracije HbA(1c). Poleg tega so se znižale koncentracije celokupnega holesterola in LDL holesterola, zvišale pa vrednosti HDL holesterola. Ugotovili so, da spirulina vpliva na uravnavanje krvnega sladkorja.
Proučevali so vpliv spiruline pri bolnikih z nefrotskim sindromom, pri katerih se v urinu izgublja mnogo proteinov, posledično se zmanjša krvni pritisk. Zaradi tega se poveča sinteza albumina in drugih proteinov v jetrih, vključno z lipoproteini, kar vodi v sekundarno hiperlipidemijo. Gama linolenska kislina lahko prepreči kopičenje holesterola v telesu. Raziskavo so izvedli pri 23 bolnikih (starih 2 do 13 let). Razdelili so jih na dve skupini, pri čemer je ena dobivala samo zdravila, druga pa zdravila in spirulino. Ugotovili so, da spirulina pomaga pri zniževanju povišanih koncentracij lipidov pri bolnikih z nefrotskim sindromom.

### Vpliv na HIV bolnike
Primerjali so dve skupini podhranjenih otrok: 84 okuženih s HIV in 86 neokuženih. Raziskava je trajala 8 tednov. Pri vseh otrocih se je zvišala telesna teža, zmanjšala se je anemija, pri čemer pa je bilo okrevanje manj učinkovito pri otrocih s HIV. Rezultati so pokazali, da je jemanje spiruline ugodno za podhranjene otroke.

## Raziskave, pri katerih niso potrdili učinka spiruline

### Vpliv na idiopatsko kronično utrujenost
Z dvojno slepo, randomizirano raziskavo, ki so jo izvedli na štirih pacientih, so ugotovili, da spirulina ne vpliva na kronično utrujenost. Pacienti so sami ovrednotili učinek s pomočjo lestvice od ena do deset.

### Kronični virusni hepatitis
Izvedli so dvojno slepo, randomizirano klinično raziskavo pri 24 bolnikih s kroničnim virusnim hepatitisom. Bolniki so en mesec prejemali placebo ali spirulino. Spremljali so zmanjšanje koncentracije aminotransferaz, vendar niso dobili signifikantnih razlik.